# Grönsångare

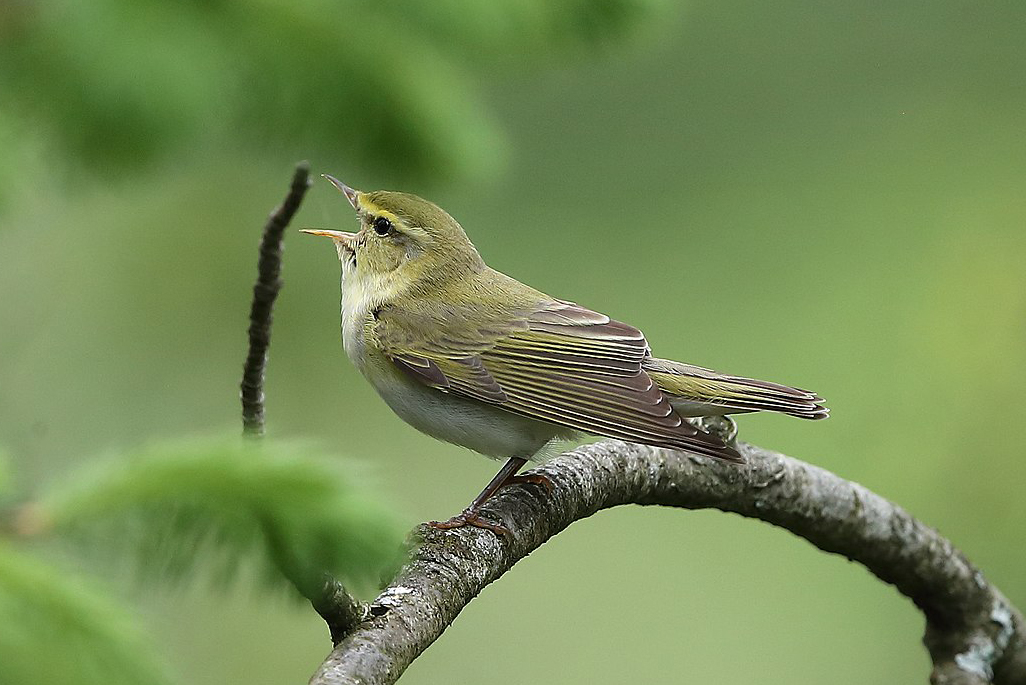
En sjungande Grönsångare.

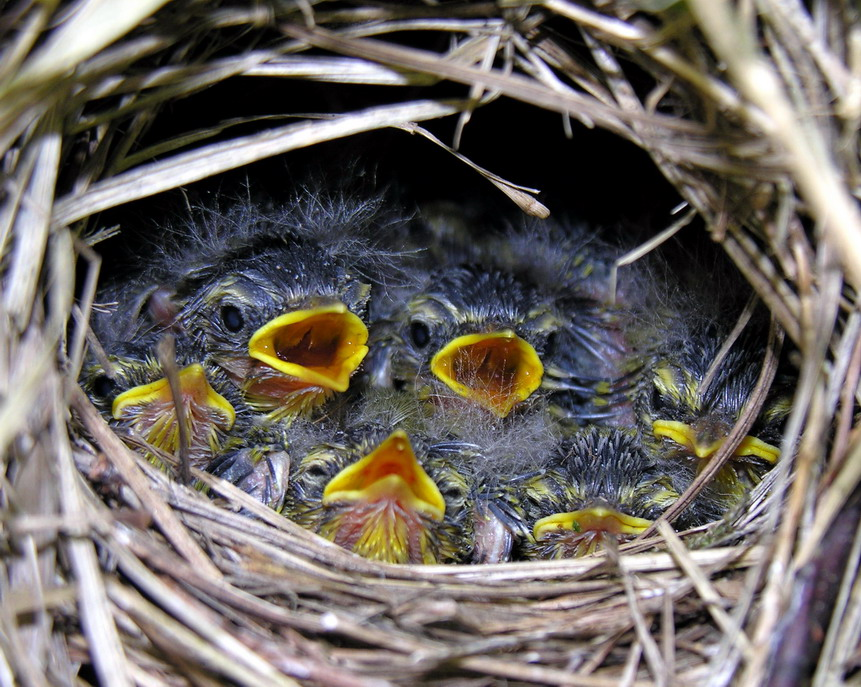
Ett bo med hungriga ungar av Grönsångare

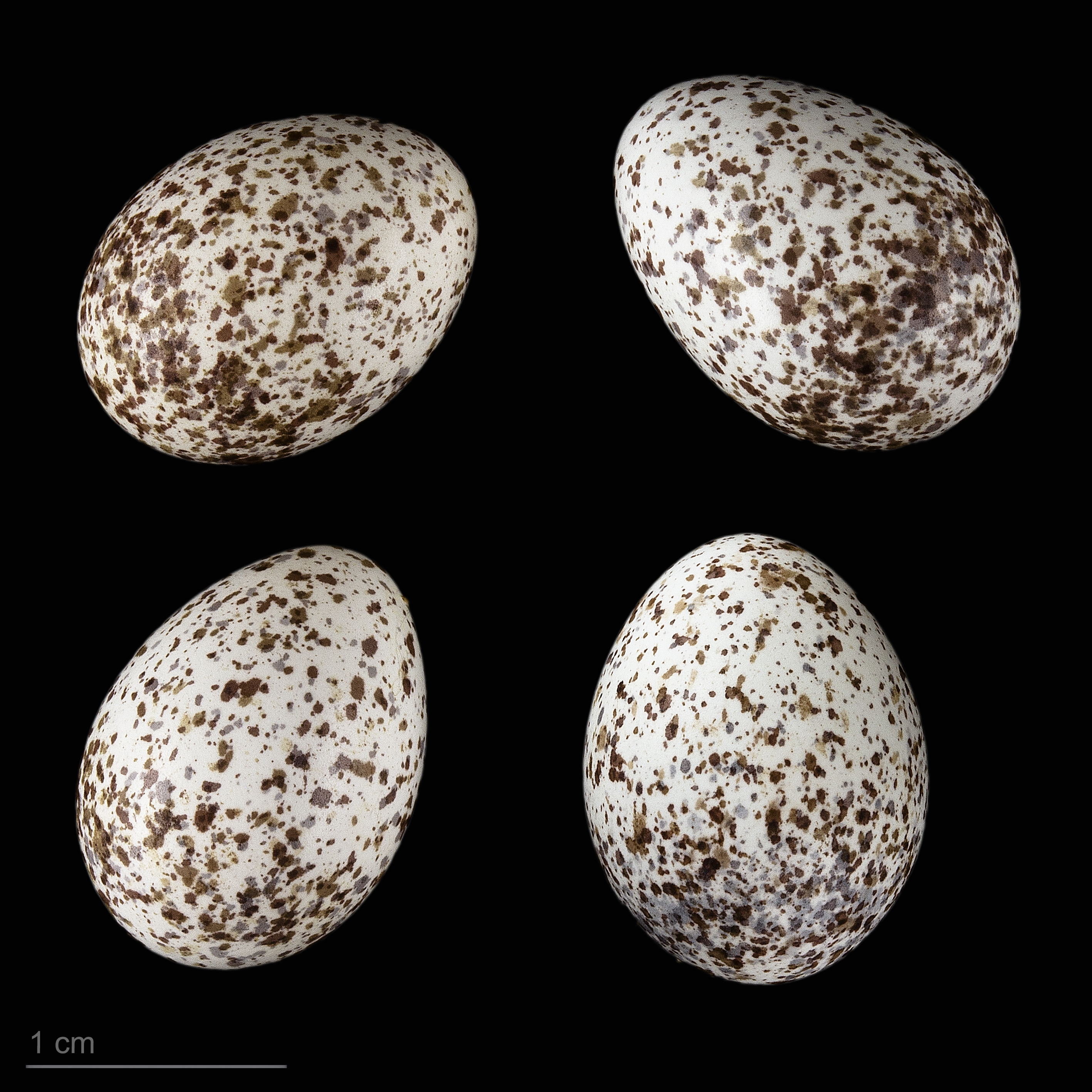
Phylloscopus sibilatrix

Grönsångare (Phylloscopus sibilatrix) är en fågel som tillhör familjen lövsångare. Jämfört med sina släktingar är den relativt bjärt färgad med mossgrön ovansida, gult bröst och ögonbrynsstreck och vit buk. Dess karakteristiska sång har liknats vid ett mynt som roterar på en marmorskiva. 
Grönsångare är en flyttfågel som häckar i Europa och övervintrar i tropiska Afrika. Under häckningen förekommer den i olika skogsmiljöer, framför allt bokskog, men även ekskog eller granskog med inslag av lövträd.
Arten är vida spridd och vanligt förekommande, men minskar i antal. Globalt kategoriseras den som livskraftig, men upptas sedan 2020 på den svenska rödlistan som nära hotad. Arten är närmast släkt med de sydeuropeiska arterna bergsångare och balkansångare.

## Kännetecken

### Utseende
Grönsångaren är ungefär 11–13 centimeter lång, har ett vingspann på 19–24 centimeter och väger ungefär 8–13 gram. Ovansidan är grön och bröstet gulvitt. Den har vit buk, gul strupe samt lång och tydligt gult ögonbrynsstreck. Honor och hanar har samma färger. Visuellt kan man skilja den från gransångaren och lövsångaren på dess klarare färger, långa vingar och kortare men bredare stjärt. Karakteristiskt är också kontrasterande ljusa kanter på tertialer, vingpennor och större täckare.

### Läten
Om den till utseendet är relativt lik andra närbesläktade arter är lätena mycket typiska. Den har två sångtyper, dels en ljus metallisk drill i ökande tempo pit-pit-pitpitpitpt-t-t-ttt som varar två till tre sekunder och som brukar beskrivas som ett litet mynt som roterar på en marmorskiva, dels en serie av tre till fem sjunkande pipande mörkare toner piyy-piyy-piyy. Locklätet liknar den andra sångtypen, men är kortare och inte upprepat: "piy".

## Utbredning
Grönsångaren häckar över stora delar av Europa så lång österut som ungefär till Uralbergen. Tillfälligt har den bland annat påträffats i Färöarna, på Island och på Svalbard, i sydost i Azerbajdzjan, Iran och Qatar, i sydväst i Portugal, inklusive Madeira. Den är genomgående flyttfågel och övervintrar i tropiska Afrika.

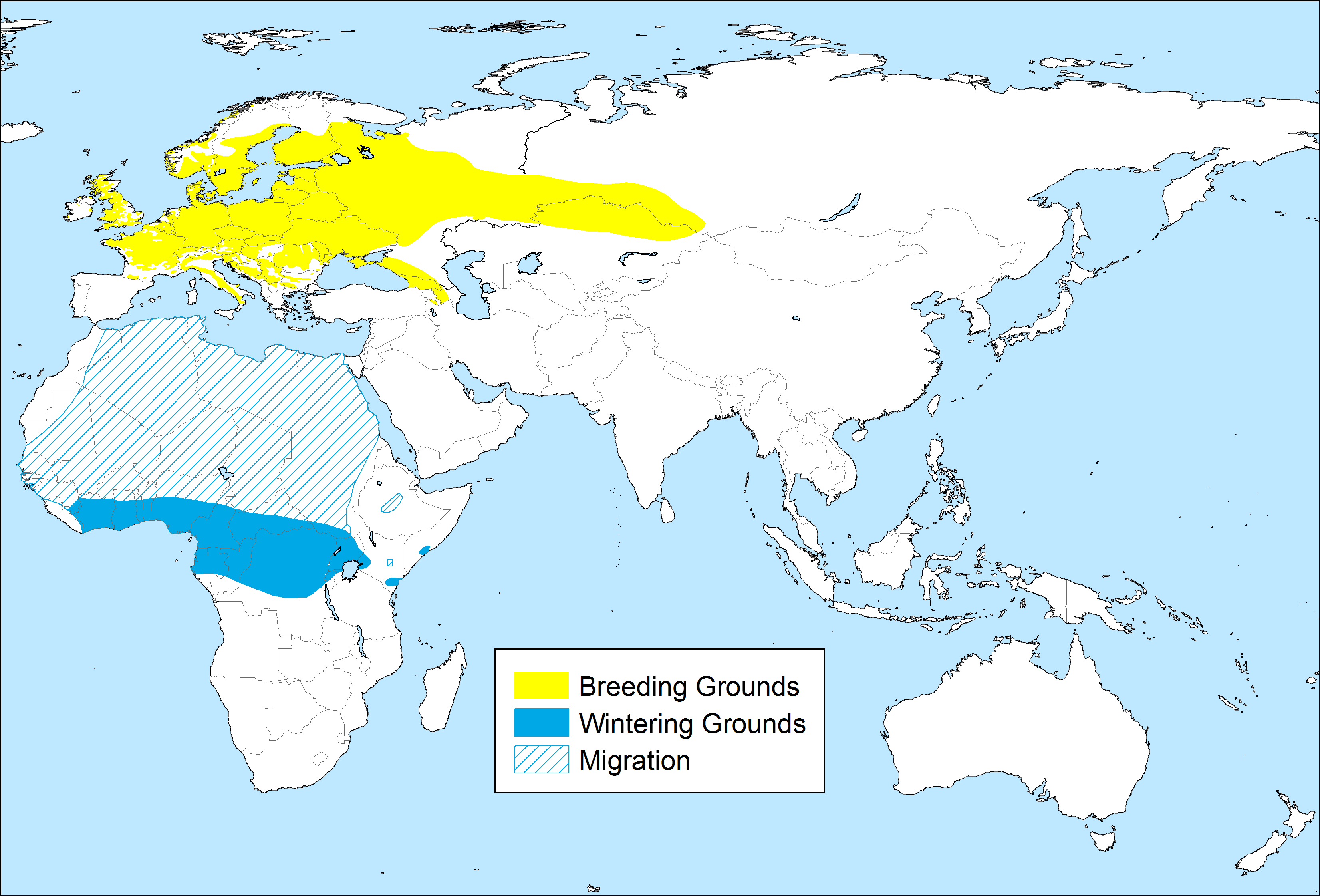
Grönsångarens utbredningsområde, där gult betecknar vistelse sommartid, blått övervintringsområde och blåstreckat områden den passerar under flyttningen.

### Förekomst i Sverige
I Sverige förekommer grönsångaren främst i söder, där den lokalt är ganska allmän, men även längre norrut utefter kusten. Antalet varierar troligen mycket mellan olika år. Den anländer i april–maj och flyttar i juli–augusti.

## Systematik
Grönsångaren är monotypisk, vilket innebär att den inte delas upp i underarter. Den placeras normalt i släktet Phylloscopus. Vissa auktoriteter har dock valt att dela upp det i flera mindre släkten, varvid grönsångaren (och dess närmaste släktingar berg– och balkansångare) lyfts ut till Rhadina. DNA-studier visar att denna grupp skilde sig från sina närmaste släktingar för nästa elva miljoner år sedan.
Lövsångarna behandlades tidigare som en del av den stora familjen sångare (Sylviidae). Genetiska studier har dock visat att sångarna inte är varandras närmaste släktingar. Istället är de en del av en klad som även omfattar timalior, lärkor, bulbyler, stjärtmesar och svalor. Idag delas därför Sylviidae upp i ett antal familjer, däribland Phylloscopidae. Lövsångarnas närmaste släktingar är familjerna cettior (Cettiidae), stjärtmesar (Aegithalidae) samt den nyligen urskilda afrikanska familjen hylior (Hyliidae).

## Ekologi
Grönsångaren lever i ljus lövskog och blandskog, ofta bokskogar, och parkanläggningar. Den blir könsmogen efter ett år. Den huvudsakliga häckningstiden är maj till juli. Boet läggs i en håla på marken, vid en buske eller vid sidan av en tuva, bland löv och mossa, ofta bland trädrötter, och är väl dolt. Boet är stort, välvt som en gammaldags bakugn med rund öppning på sidan, byggt av grässtrån, torra blad och mossa, och fodras på botten med fina grässtrån. Honan lägger sex till sju ägg som hon ruvar i tolv till 14 dagar. Ungfåglarna stannar i boet i tolv till 13 dagar. Grönsångaren livnär sig på spindlar, blötdjur, bär, insekter och deras larver.

## Grönsångaren och människan

### Status och hot
Grönsångaren har ett stort utbredningsområde, men tros minska i antal, dock inte tillräckligt kraftigt för att den ska betraktas som hotad. Internationella naturvårdsunionen IUCN listar arten som livskraftig (LC). Världspopulationen uppskattas till mellan 17,1 och 30 miljoner könsmogna individer.
I Sverige anses den dock minska så pass kraftigt att den sedan 2020 listas som nära hotad på Artdatabankens rödlista. 2018 uppskattades det svenska beståndet till 167 000 par.

### Namn
Grönsångaren har förr även kallats grön sångare,,skogssångare, gulbröstad sångare och skogsknett, Det senare har även varit ett namn på lövsångare. Det vetenskapliga artnamnet sibilatrix betyder "visslare", från latinets sibilare, "att vissla".